# Jasmine You
Kageyama Yuuichi (Aichi, 8 de março de 1979 - 9 de agosto de 2009), conhecido pelo nome artístico Jasmine You, foi um baixista japonês, mais conhecido por ter sido o baixista original da banda japonesa de power metal sinfônico Versailles.

## Biografia
Em 1993, com o nome artístico Yuu, formou a banda de Nagoya Kei Jakura que acabou em 2003. Então, Jasmine continuou a participar como membro de apoio em diversas bandas após se mudar para Tóquio.
Foi convidado por seu amigo de longa data Hizaki para participar de seu projeto solo, Hizaki Grace Project em 2006.
Em 2007, juntou-se a banda Versailles ao lado de Hizaki, Kamijo, Teru e Yuki. No mês de agosto de 2009, Jasmine anunciou que iria dar uma pausa em sua carreira porque sua saúde estava piorando, e que voltaria as atividades assim que recuperado.

### Morte
No dia 9 de agosto de 2009, a banda anunciou em seu site oficial que Jasmine You faleceu. A causa da morte não foi divulgada pela família.
Versailles fez uma perfomance ao vivo de memorial a Jasmine You, "Jasmine You -Memorial Ceremony-" com a participação de Kaya e Manterou Opera em 4 de janeiro de 2010.
Fãs dos Estados Unidos fizeram eventos de memorial em homenagem ao artista em Los Angeles e Nova Iorque.

## Discografia

### Com Versailles
EPs
- Lyrical Sympathy (31 de outubro de 2007)

Álbuns
- Noble (9 de julho de 2008)
- Jubilee (20 de janeiro de 2010)